# Jemniště
Jemniště (Duits: Gemnischt) is een Tsjechische plaats in de gemeente Postupice, regio Midden-Bohemen, en maakt deel uit van het district Benešov. Het dorp ligt op 1 kilometer afstand van Postupice.
Jemniště telt 85 inwoners (2021).

## Geschiedenis
De eerste schriftelijke vermelding van het dorp dateert van 1381.
Postupice werd in 1868 samen met Jemniště verkocht aan graaf Zdeněk z Šternberk. Het ‘oude’ kasteel van Jemniště is - afgezien van enkele gedwongen confiscaties - tot op heden in het bezit van zijn nazaten. Sinds 1960 is Jemniště volledig ondergebracht bij het district Benešov.

## Verkeer en vervoer

### Autowegen
Er leidt een regionale weg naar het dorp.

### Spoorlijnen
Er is geen station in Jemniště. Het dichtbijzijnde station is in Postupice, meer bepaald in Lísek, op één kilometer afstand. Dat station ligt aan spoorlijn 222 Benešov - Vlašim - Trhový Štěpánov. De lijn is enkelsporig en werd tussen Benešov en Vlašim in 1895 geopend.

### Buslijnen
Er zijn twee bushaltes in en bij het dorp:
| Halte                        | Lijn(en) | Traject(en)                         | Vervoerder(s)            |
| ---------------------------- | -------- | ----------------------------------- | ------------------------ |
| Postupice, Jemniště, Rozchod | 406      | Praag-Roztyly - Pelhřimov           | CŠAD Benešov             |
| Postupice, Jemniště, u Zámku | 455 750  | Benešov - Tábor Benešov - Načeradec | Comett Plus CŠAD Benešov |

### Fietsroute
De volgende fietsroute loopt door Jemniště:
- 0068: Čerčany - Struhařov - Pozov - Popovice - Jankov

## Bezienswaardigheden

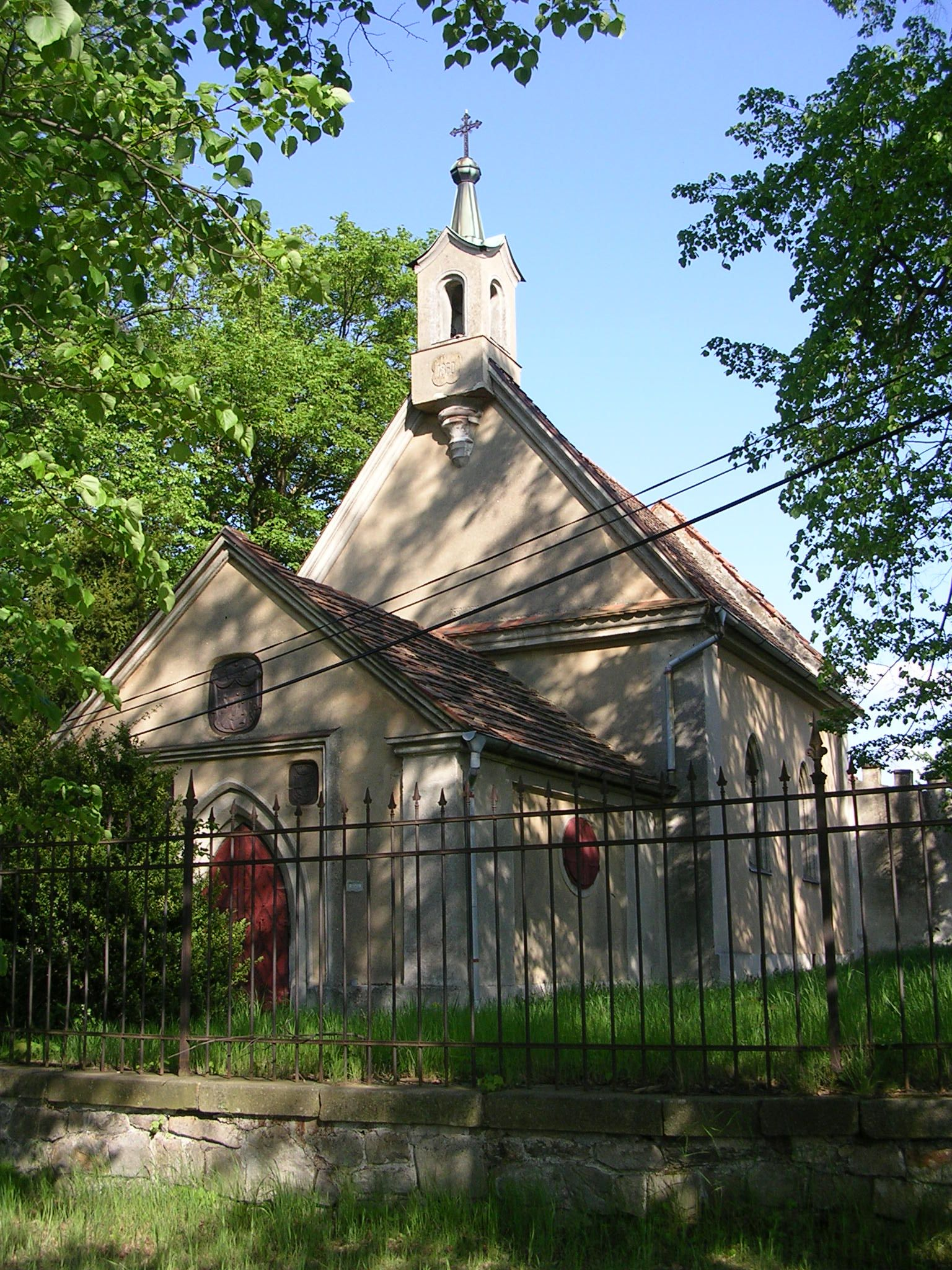
Maria-Tenhemelopnemingkapel (2009)

### Maria-Tenhemelopnemingkapel
De Maria-Tenhemelopnemingkapel bevat een familiegrafkelder van de familie Šternberk. Het oorspronkelijke bouwwerk uit 1652 werd in 1860 voorzien van een neogotische uitstraling. Filip van Šternberk (1852–1924) liet er de familiegrafkelder inrichten. De gevel is versierd met drie wapenschilden, waaronder het wapen van de familie Šternberk. Binnenin de kapel, die voorzien is van een kruisgewelf, staat een altaar met beeld van de Maagd Maria, en schilderijen langszij van de heilige Elisabeth en de heilige Jozef, in 1902 gemaakt door G. Roubalík. Aan de muur hangt een gedenkplaat uit 1899 ter nagedachtenis van Zdeněk z Šternberk.

### Overige bezienswaardigheden
- Barokke ‘nieuwe’ kasteel van Jemniště, met Engelse tuin, ten westen van het dorp;
- Barokke ‘oude’ kasteel van Jemniště, omgebouwd uit een renaissancistisch fort;
- Neogotische kapel met klokkentoren uit de negentiende eeuw, op het dorpsplein.[4]

## Galerij

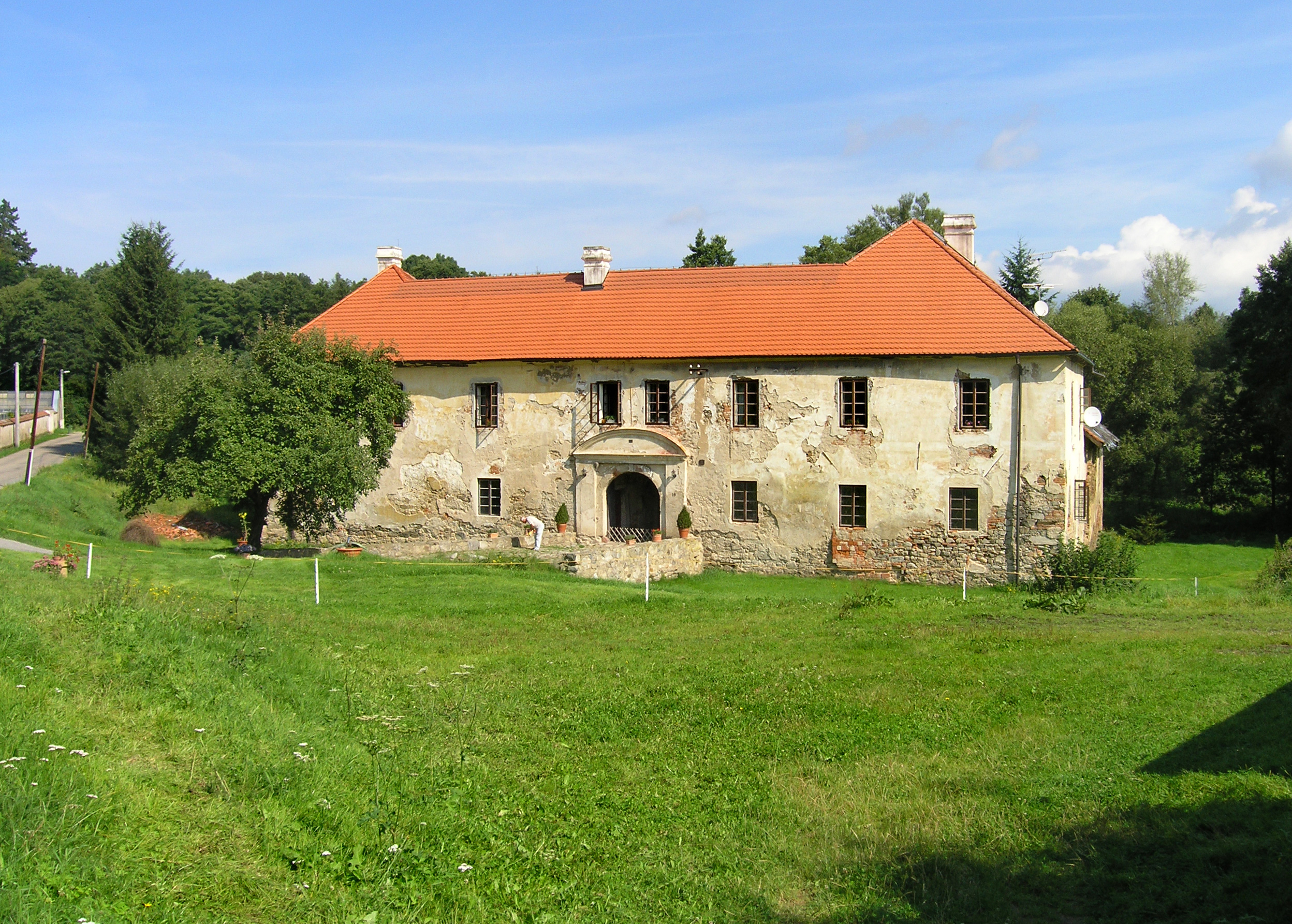
Oud kasteel (2011)
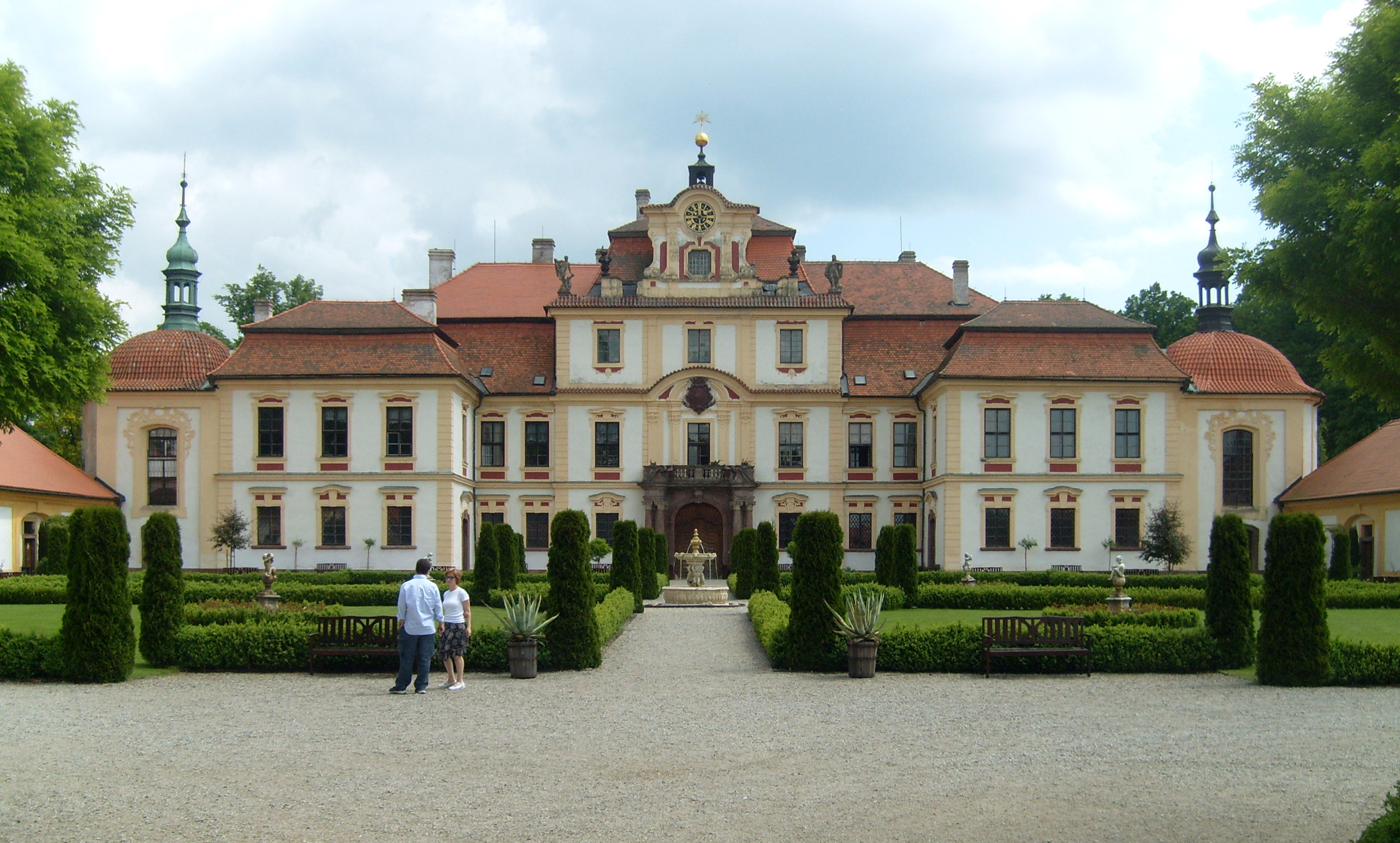
Nieuw kasteel (2008)
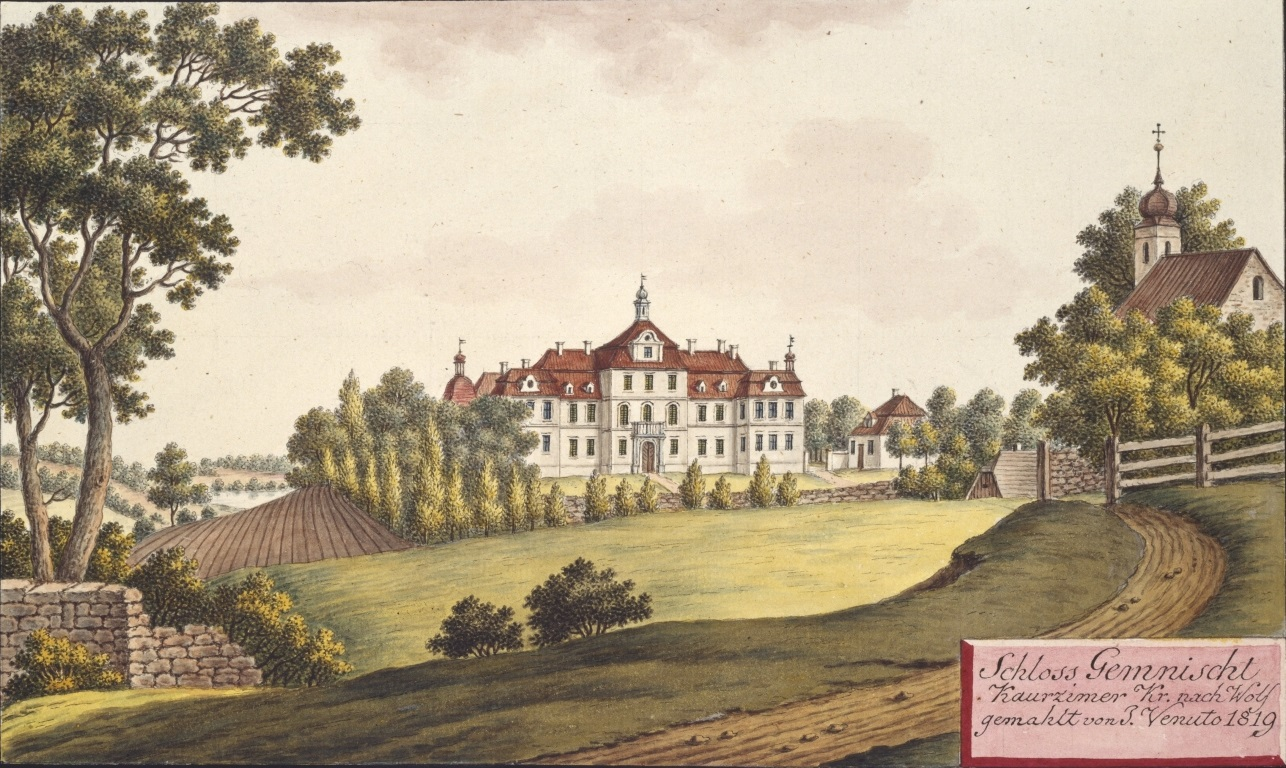
Blik op het ‘nieuwe’ kasteel (1819)
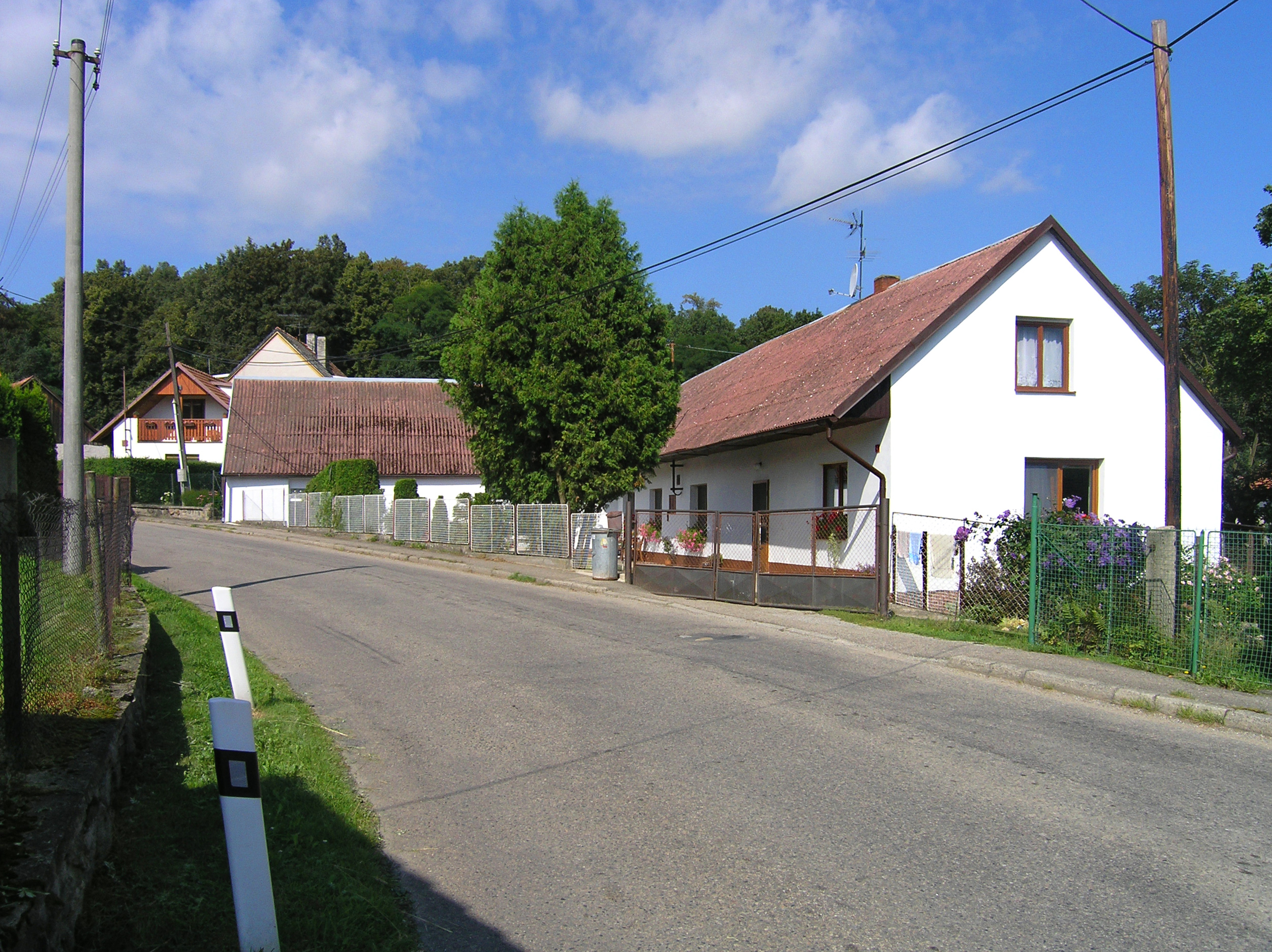
Huizen in het dorp (2011)
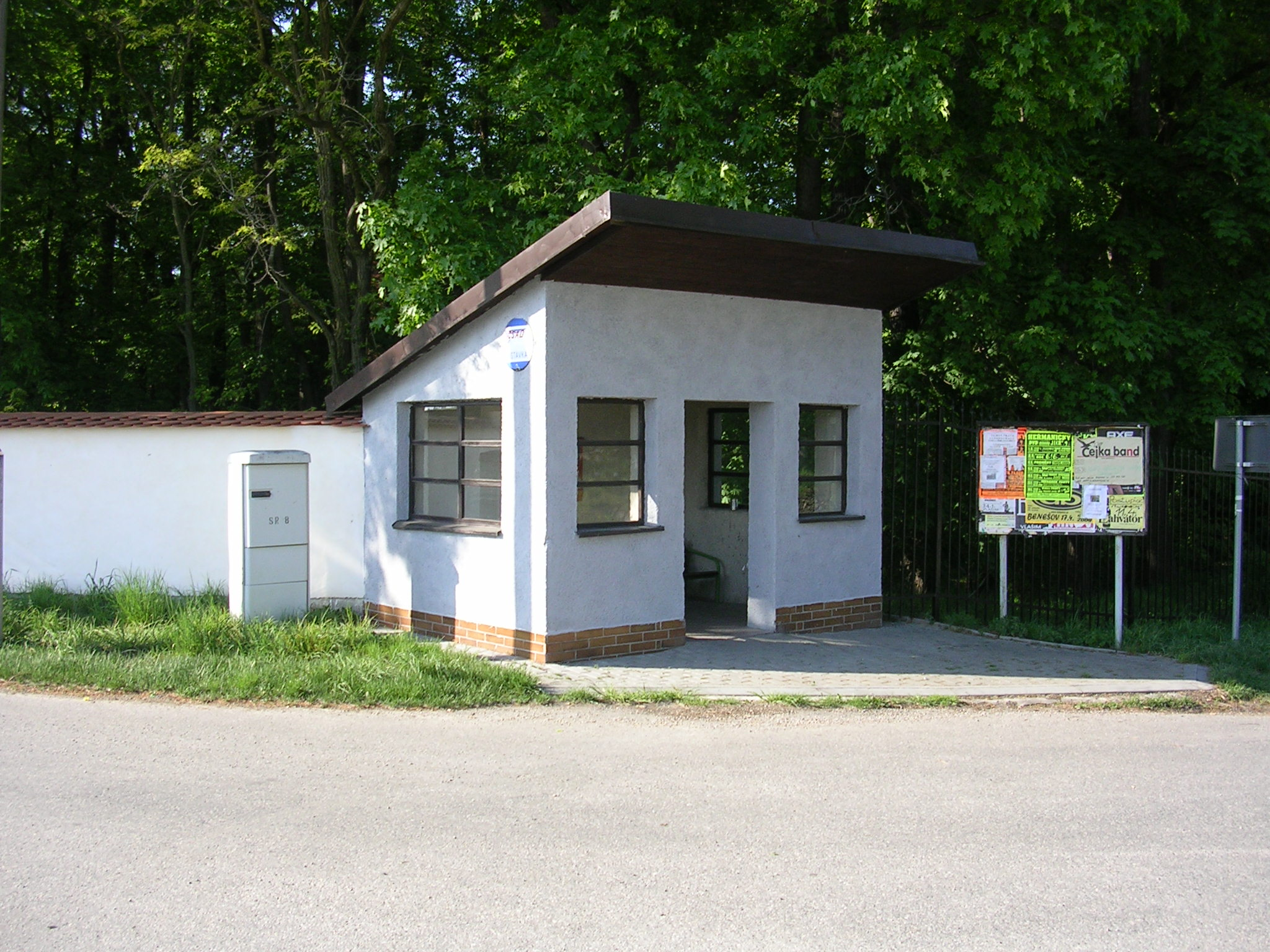
Bushalte in het dorp (2009)
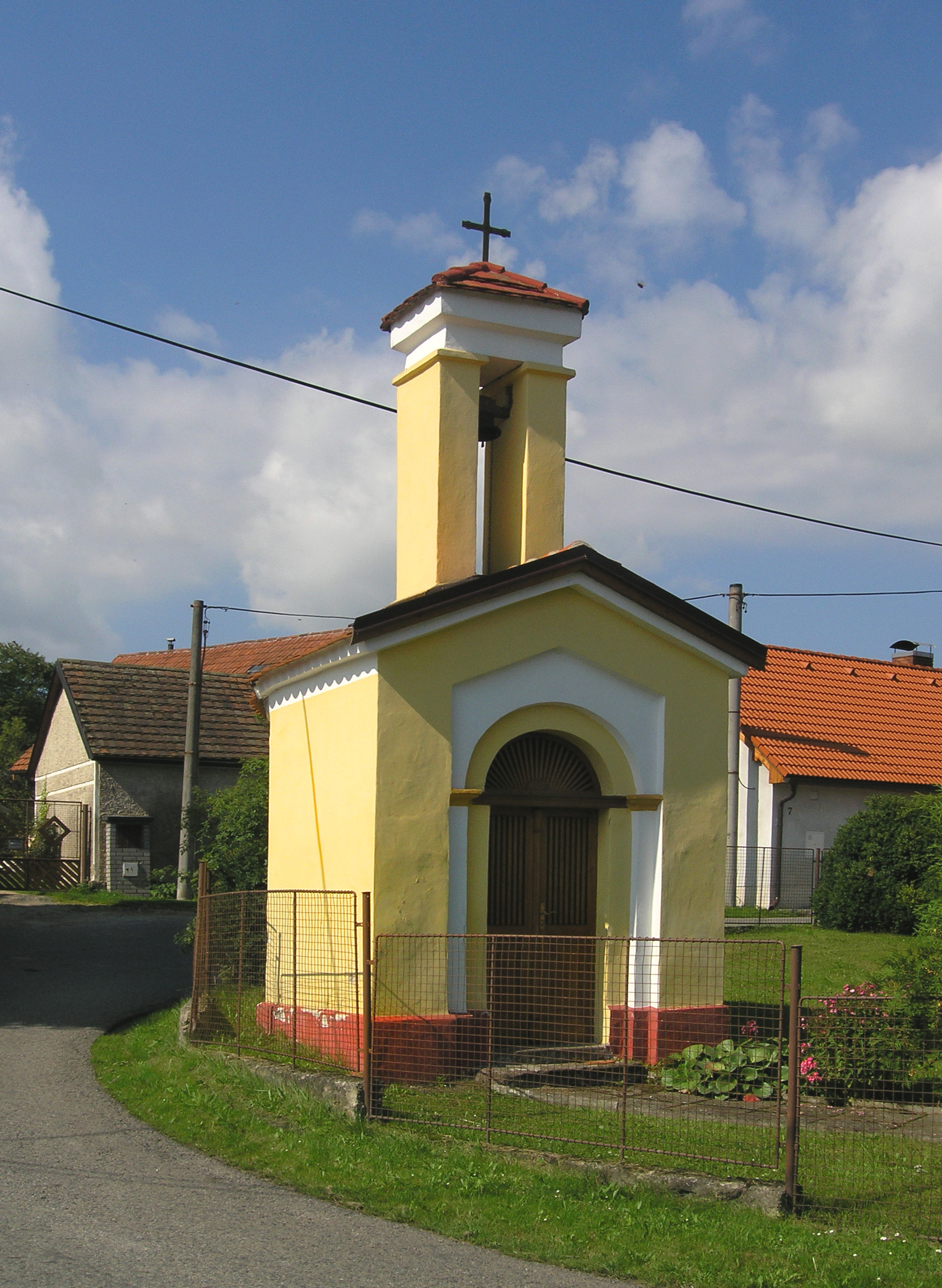
Neogotische kapel (2011)